# Sorelle per sempre
Sorelle per sempre è un film per la televisione del 2021 diretto da Andrea Porporati. È ispirato alla vera storia di Melissa Foderà e Caterina Alagna, due ragazze di Mazara del Vallo che furono scambiate in culla in ospedale il 1º gennaio 1998 e che tornarono alle rispettive famiglie tre anni dopo, le quali hanno mantenuto un fortissimo legame d'amicizia tanto da definirsi “sorelle gemelle”. Nella stesura della sceneggiatura, scritta da Mauro Caporiccio, Andrea Porporati e Maria Porporati, hanno collaborato anche le famiglie Alagna, Foderà, Paladino e Marino.

## Trama
Mazara del Vallo, primi anni duemila. All'uscita dall'asilo, una maestra porta l'alunna Costanza verso Lucia Torrisi, convinta che sia sua madre a causa della loro somiglianza. La donna smentisce, ma questo le insinua un dubbio angosciante, considerato che in effetti Marinella non somiglia a nessuno della propria famiglia, nemmeno alle due figlie maggiori Chiara e Valeria, mentre al contrario è molto somigliante a Francesca Maggio, la madre di Costanza che ha incontrato all'asilo. Lucia ne parla prima con sua madre, ricordandole che in effetti Costanza e Marinella nacquero lo stesso giorno nello stesso ospedale e che, quando a Lucia venne portata la figlia con una tutina che non era quella che le avevano dato, in effetti a loro due venne il dubbio che non fosse la figlia giusta, ma venne loro assicurato che non poteva esserci un errore. Lucia si reca in ospedale dove le viene consigliato, per togliere ogni dubbio, di far analizzare almeno il gruppo sanguigno, se non il DNA.
I risultati del test sanciscono definitivamente che non c'è alcuna correlazione biologica con Marinella. Lucia e Vincenzo si recano a casa di Francesca e Pietro per comunicare loro la devastante notizia: Francesca però rifiuta la possibilità che le bambine siano state scambiate in culla (dato che lei e Lucia avevano partorito insieme) e, anzi, crede che Lucia non ami la figlia, e la caccia di casa. Anche Francesca e Pietro si sottopongono all'esame del sangue, dall'esito negativo anche per loro, come anche il test del DNA: Costanza è quindi in realtà figlia dei Torrisi, e Marinella lo è dei Maggio.
Il tribunale per i minorenni dichiara che, considerando che le due bambine sono ancora molto piccole, per il loro bene e per non creare ulteriori traumi in futuro, è meglio che tornino il prima possibile alle proprie famiglie d'origine. La psicologa consiglia, prima dello scambio, di crescere Marinella e Costanza come se fossero sorelle, come parte di un'unica grande famiglia. Alla fine Francesca, inizialmente piuttosto restia dato il suo particolare attaccamento emotivo, accetta questa soluzione e racconta alle bambine una favola dicendo loro che sono state scambiate per sbaglio da una cicogna. Tuttavia, poco dopo Francesca arriva a chiedere a Lucia di lasciarle tenere con sé sia Costanza che Marinella perché lei ha già due figlie, lasciando Lucia sconcertata da tali parole; al contrario, Vincenzo e Pietro vanno molto d'accordo.
Il collegio del tribunale non intende emettere un provvedimento di ricongiungimento senza ascoltare prima il loro parere, meglio se unanime: Lucia, Vincenzo e Pietro sono favorevoli, mentre Francesca preferisce non esprimersi chiaramente; fuori dal tribunale però quest'ultima dichiara di voler portare Marinella a Milano per evitare di dover rivedere Costanza. Tre mesi dopo Francesca capisce, osservando Pietro parlare con Marinella, che allontanarsi forse non è stata la scelta più saggia. Lucia confida a Vincenzo di sentirsi in colpa nei confronti di Marinella. Una notte, Francesca telefona a Lucia, e grazie alle parole di quest'ultima comprende che la soluzione migliore è tornare a Mazara del Vallo. Tornata a casa il giorno della festa di san Vito, Francesca rivela a Lucia di essere nuovamente incinta.
Alla fine, nonostante le difficoltà di adattamento, le due famiglie riescono a creare l'ambiente ideale per far crescere in maniera sana e felice entrambe le bambine, che sviluppano un'intensa e duratura amicizia. Il film, dopo la notizia della seconda gravidanza di Francesca, termina con alcune fotografie dei reali protagonisti della vicenda.

## Produzione
Le riprese del film, in origine intitolato Una sola madre, sono state effettuate a Mazara del Vallo e presso la masseria Baglio Samperi di Marsala. La colonna sonora è il brano Tre parole di Valeria Rossi.

## Accoglienza
Il film è stato trasmesso in prima visione il 16 settembre 2021 su Rai 1, totalizzando 4 763 000 telespettatori pari al 24,4% di share.